# Hinthamerstraat
De Hinthamerstraat is een van de oudste straten in de binnenstad van 's-Hertogenbosch. De straat loopt vanaf de Markt tot aan de Zuid-Willemsvaart, hierna loopt hij over in het Hinthamereinde, de weg naar Hintham. De uitspraak is Hintəmərstraat. In het Middeleeuwse 's-Hertogenbosch was het een van de drie grote uitvalswegen van de stad, samen met de Orthenstraat en de Vughterstraat. Vroeger heette het gedeelte tussen de Zuid-Willemsvaart en de Geerlingsebrug ook het Hinthamereinde.
Dat de Hinthamerstraat een van de oudste straten van 's-Hertogenbosch is, kan men zien aan de oude bouwwerken die er te vinden zijn. Op de hoek met de Korte Waterstraat staat een deel van de noordelijke toren van de Leuvense Poort. Op de hoek met de Torenstraat, die uitkomt op de Parade, staat de Sint-Janskathedraal.
Ook het voormalige Geefhuis en Oude Mannenhuis (thans de Openbare Bibliotheek) zijn gevestigd aan de Hinthamerstraat. Dit pand werd eeuwenlang gebruikt ter ondersteuning van de armen. Naast de huidige bibliotheek staat het Jeroen Boschhuis (nu cultureel centrum de Muzerije). Het Jeroen Boschhuis werd tussen 1828 tot 1929 gebruikt als Paleis van Justitie. Iets verderop in de straat staat het Zwanenbroedershuis. In dit pand is het Illustre Lieve Vrouwe Broederschap gevestigd en zijn talloze kunstschatten te bezichtigen. Net over De Groote Stroom (dit is de oude hoofdstroom van de Binnendieze) bevindt zich de Sint-Jacobskerk die sinds 2007 dienstdoet als het Jheronimus Bosch Art Center. Dit museum is gevestigd aan een gedeelte van de straat, dat een andere naam heeft gekregen, het Jeroen Boschplein.
Aan het begin van de bocht naar de Zuid-Willemsvaart staat het GGZ 's-Hertogenbosch Reinier van Arkel, dit is het oudste Algemeen psychiatrisch ziekenhuis van Nederland en werd op 26 november 1442 opgericht.
Naast deze historische panden is de Hinthamerstraat bekend vanwege de winkels, kroegen en restaurants die er gevestigd zijn. Opvallend is verder dat veel panden een bordje hebben die hun oude huisnaam vermeldt.

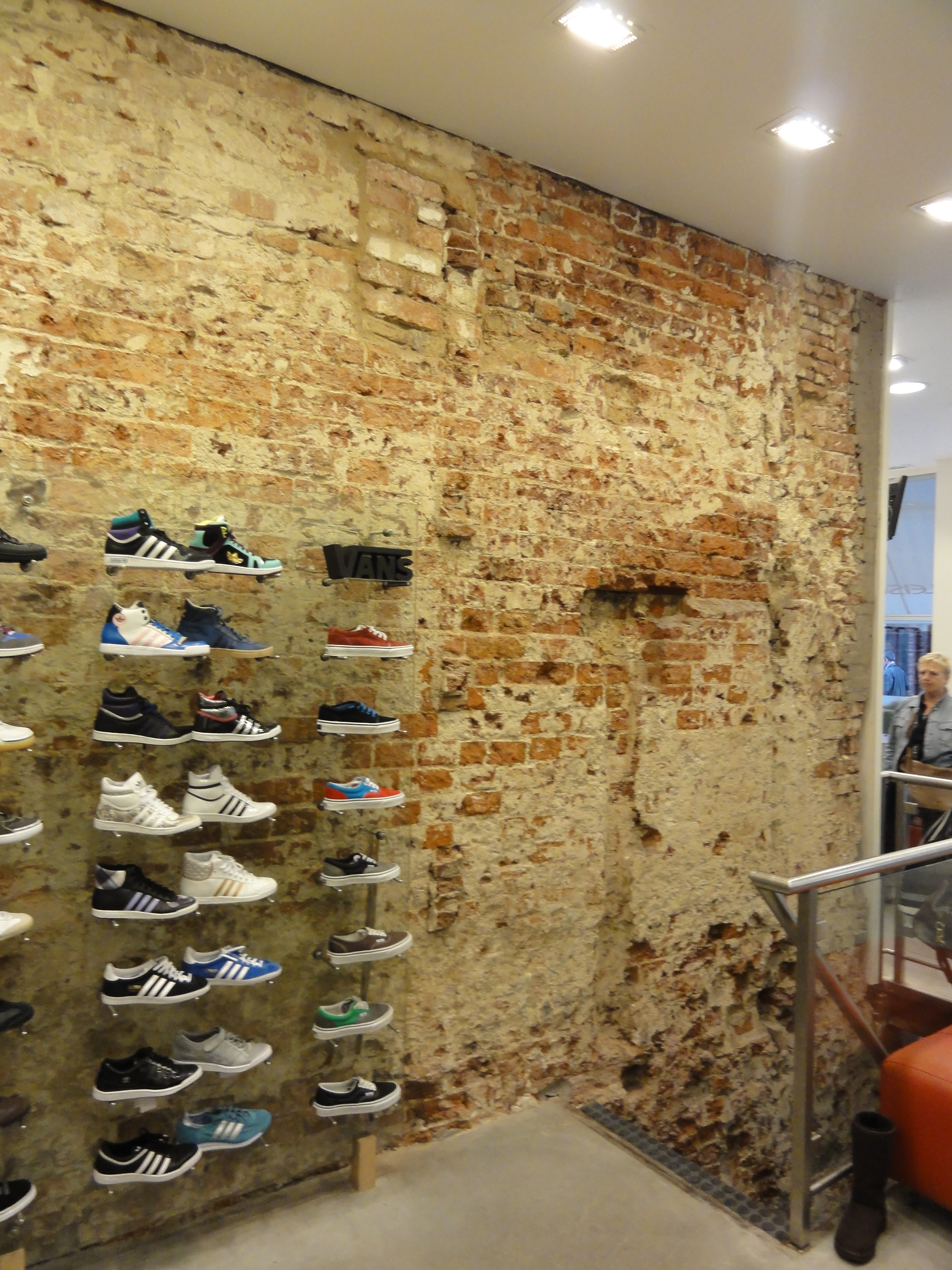
Hinthamerstraat 10 Deel van stadsmuur nog zichtbaar in winkelpand
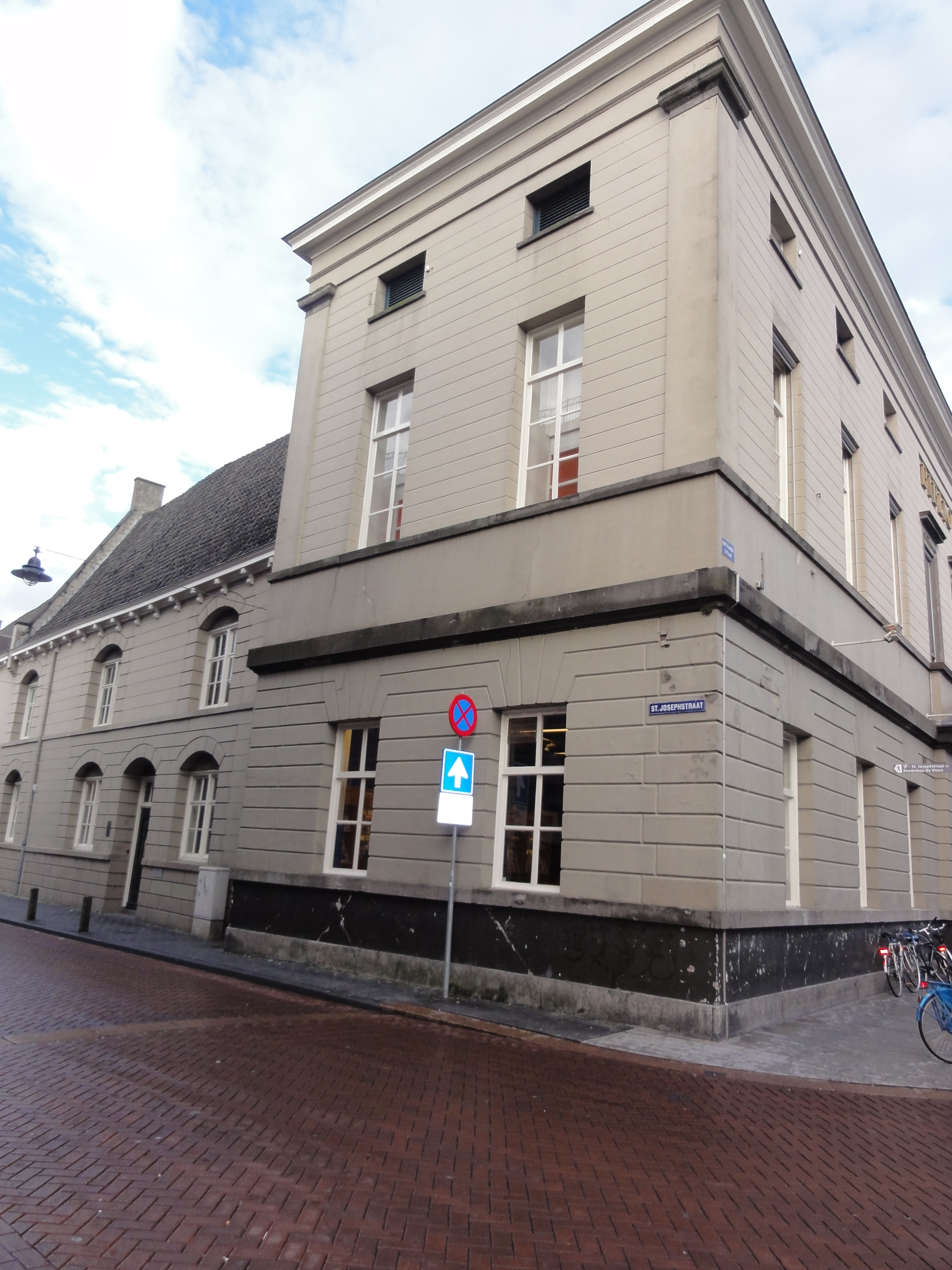
Hinthamerstraat 72 De openbare bibliotheek
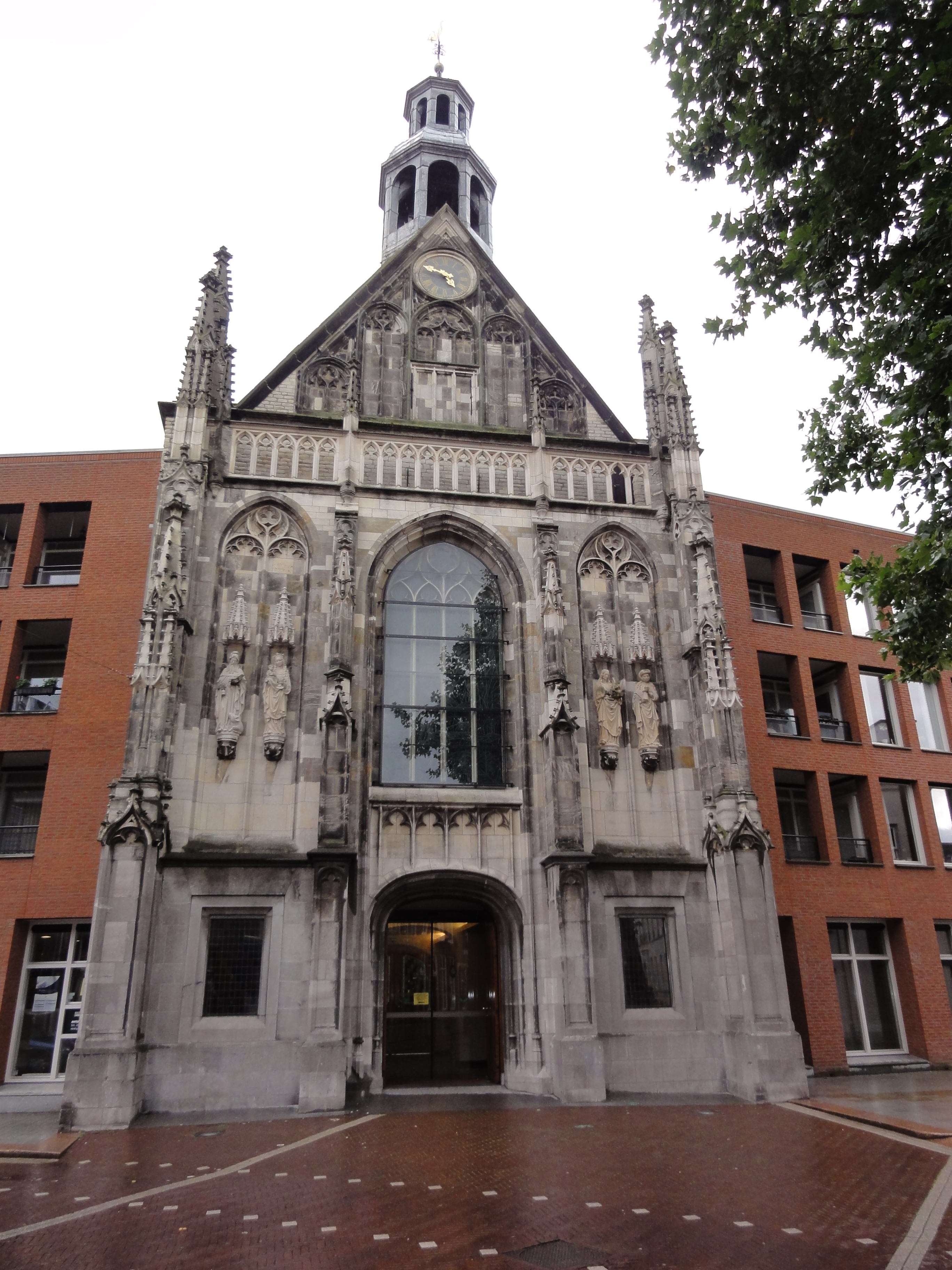
Hinthamerstraat 217 De voormalige Sint Antoniuskapel